# Opel Z18XE

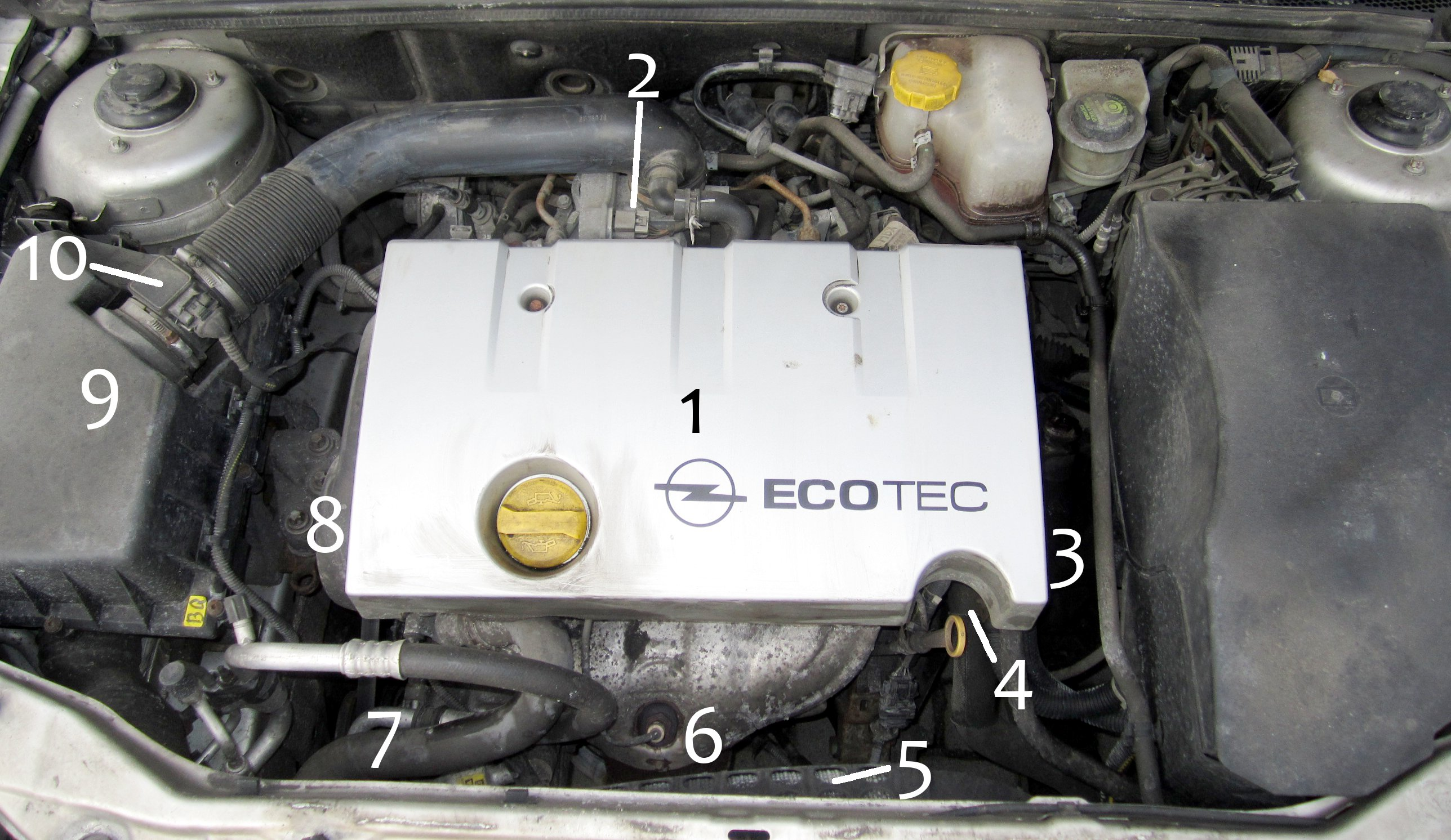
Der Motor Z18XE im Opel Vectra C

Z18XE ist der Motorcode eines vom Automobilhersteller Opel entwickelten und gefertigten Ottomotors. Er ist der fast baugleiche Nachfolger des X18XE1 und hat, wie sein Vorgänger, folgende technische Daten:
- vier Zylinder
- 1796 cm³ Hubraum (Hub × Bohrung 88,2 mm × 80,5 mm)
- 16 Ventile
- zwei obenliegende Nockenwellen (über einen Zahnriemen angetrieben)
- Abgasrückführventil

Im Gegensatz zum X18XE1 hat er im Opel Astra G, Opel Zafira und Opel Vectra B jedoch statt 85 kW (115 PS) eine Leistung von 92 kW (125 PS) bei 5600/min im Chevrolet Epica, Chevrolet Lacetti, Astra G, Meriva A, Vectra C, Signum und Astra H wird er mit 90 kW (122 PS) bei 6000/min und einem maximalen Drehmoment von 167 Nm bei 3800/min angegeben. Weiterhin erfüllt er die Abgasnormen Euro 3 und D4; im Vectra B und Zafira B wurde Euro 4 erreicht. Mit dem Opel Corsa C GSi und Opel Tigra Twintop baute Opel den Z18XE erstmals in einen Kleinwagen ein, welcher 92 kW (125 PS) leistet. Der Corsa C GSi bleibt somit in der Corsa-Reihe als am größten motorisiert.
Die Motorsteuerung Simtec MS71 arbeitet nach dem Prinzip der ME-Motronic, einem kombinierten Zünd- und Einspritzsystem mit elektronischer Drosselklappensteuerung (E-Gas). Der Z18XE hat ein Schaltsaugrohr. Die vom Motor angesaugte Luftmasse wird über einen Heißfilm-Luftmassenmesser zwischen Luftfilter und Ansaugbrücke erfasst. Die Hochspannungserzeugung  für den Zündfunken wird von einer vollelektronischen Zündanlage über ein integriertes Zündmodul mit je einer Zündspule für jeden Zylinder realisiert.
Wesentliche konstruktive Unterschiede zum X18XE1 sind:
- E-Gas (elektrisch betätigte Drosselklappe, statt Seilzug)
- zwei Lambdasonden, statt nur einer (eine Regelsonde vor dem Katalysator, eine Monitorsonde hinter dem Kat)
- ein zweiter, motornaher Katalysator im Krümmer
- Motorsteuerung: Simtec MS71 statt MS70 (Hersteller Siemens VDO)

Bei späteren Modelljahren des Z18XE wurde das schon am X18XE1 anfällige Abgasrückführventil entfernt.
Nachfolger des Z18XE ist der neu konstruierte Z18XER mit Nockenwellenverstellung, der seit September 2005 gebaut wird. Er leistet 103 kW (140 PS) bei 6300/min.